# أول بريستول
أول بريستول (بالبوكمول: Ole Breistøl) هو لاعب كرة قدم نرويجي في مركز نصف الجناح، ولد في 11 يوليو 1998 في ساندفيورد في النرويج. لعب مع نادي ساندفيورد.

## وصلات خارجية
- أول بريستول على موقع اتحاد النرويج (النرويجية)
- أول بريستول على موقع قاعدة بيانات كرة القدم.إي يو (الإنجليزية)